# Glossolepis
A Glossolepis a sugarasúszójú halak (Actinopterygii) osztályának kalászhalalakúak (Atheriniformes) rendjébe, ezen belül a Melanotaeniidae családjába tartozó nem.

## Tudnivalók
A Glossolepis-fajok előfordulási területe Indonézia és Pápua Új-Guinea. Ezeken a szigetországokon is, a legtöbb faj elterjedése, csak egy-egy folyóra vagy tóra korlátozódik. Méretük fajtól függően 5-12 centiméter között mozog.

## Rendszerezés
A nembe az alábbi 9 faj tartozik:
- Glossolepis dorityi Allen, 2001
- lazacvörös kalászhal (Glossolepis incisus) Weber, 1907 - típusfaj
- Glossolepis kabia (Herre, 1935)
- Glossolepis leggetti Allen & Renyaan, 1998
- Glossolepis maculosus Allen, 1981
- Glossolepis multisquamata (Weber & de Beaufort, 1922)
- Glossolepis pseudoincisus Allen & Cross, 1980
- Glossolepis ramuensis Allen, 1985
- Glossolepis wanamensis Allen & Kailola, 1979

## Képek

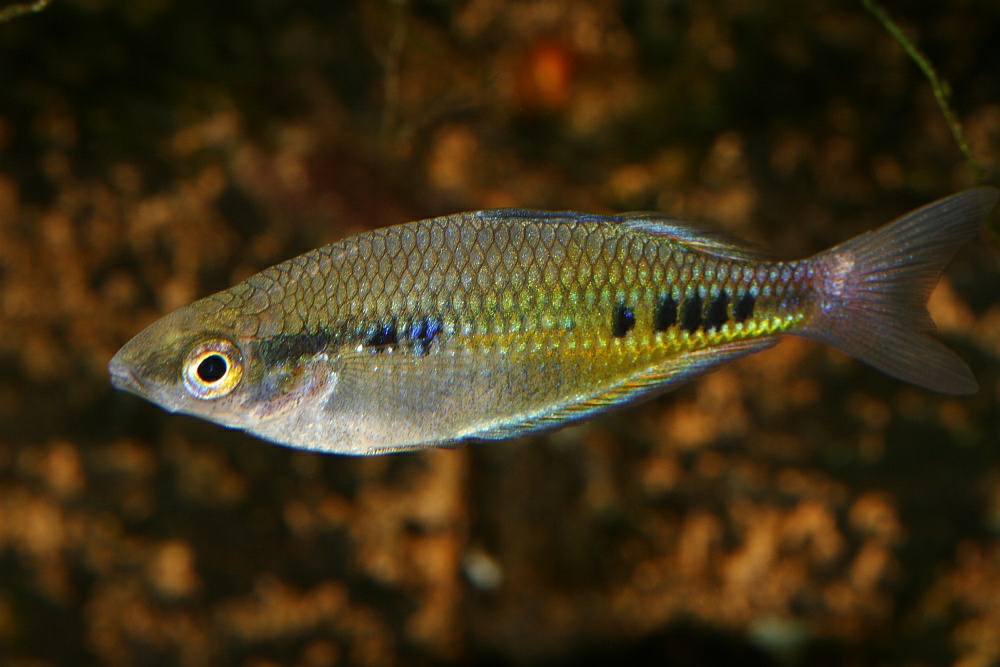
Glossolepis maculosus
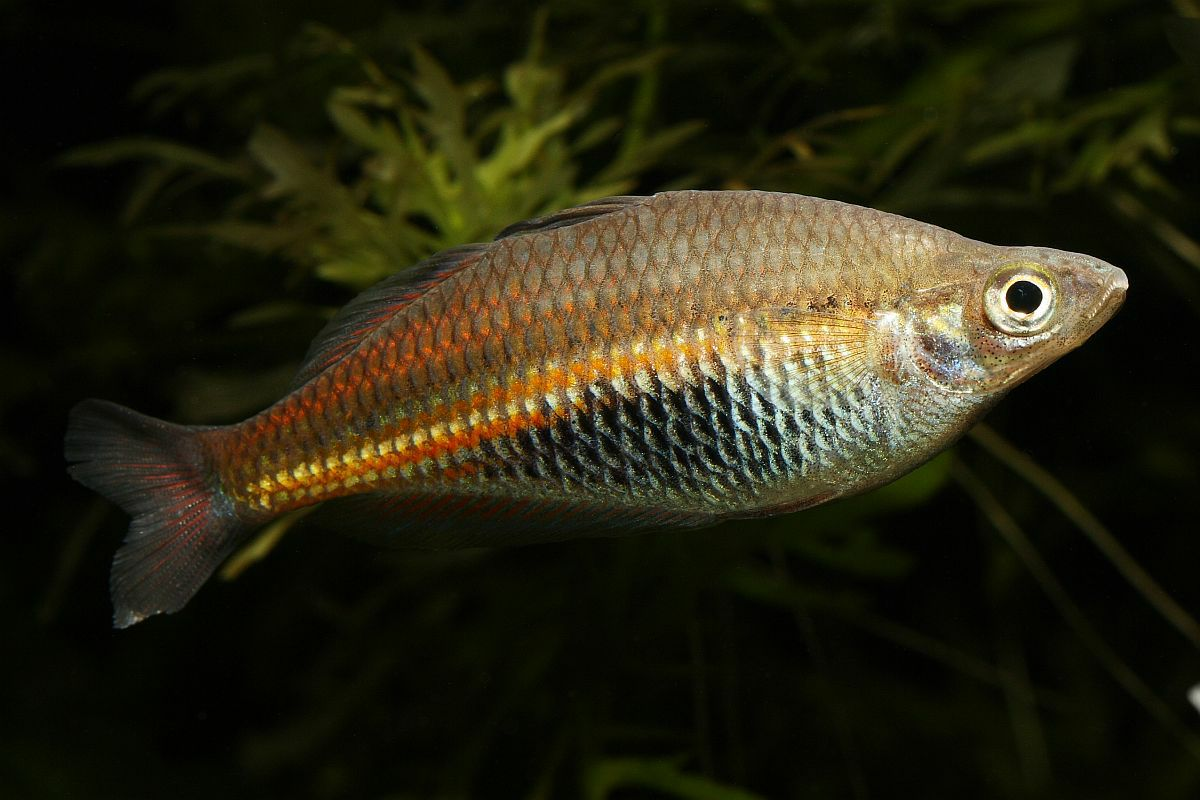
Glossolepis ramuensis
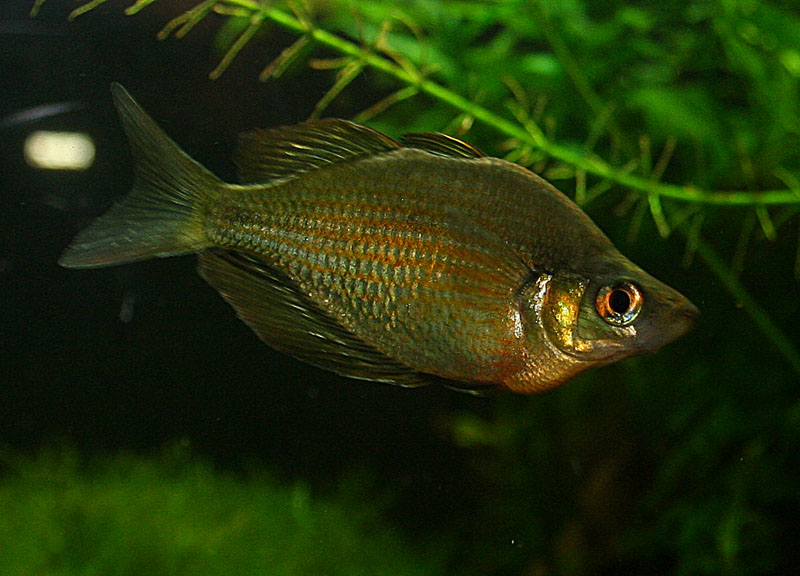
Glossolepis wanamensis